# Devon Dotson
Devon Dotson (Chicago, 2 agosto 1999) è un cestista statunitense.

## Statistiche

### NCAA
| Anno      | Squadra         | PG | PT | MP   | TC%  | 3P%  | TL%  | RP  | AP  | PRP | SP  | PP   |
| --------- | --------------- | -- | -- | ---- | ---- | ---- | ---- | --- | --- | --- | --- | ---- |
| 2018-2019 | Kansas Jayhawks | 36 | 36 | 32,4 | 48,2 | 36,3 | 78,2 | 3,7 | 3,5 | 1,4 | 0,1 | 12,3 |
| 2019-2020 | Kansas Jayhawks | 30 | 30 | 34,9 | 46,8 | 30,9 | 83,0 | 4,1 | 4,0 | 2,1 | 0,1 | 18,1 |
| Carriera  | Carriera        | 66 | 66 | 33,5 | 47,4 | 33,2 | 80,8 | 3,8 | 3,7 | 1,7 | 0,1 | 14,9 |

#### Massimi in carriera
- Massimo di punti: 31 vs Dayton (27 novembre 2019)[1]
- Massimo di rimbalzi: 10 vs Texas Christian (11 febbraio 2019)
- Massimo di assist: 11 vs Texas Christian (8 febbraio 2020)
- Massimo di palle rubate: 5 vs Dayton (27 novembre 2019)
- Massimo di stoppate: 1 (8 volte)
- Massimo di minuti giocati: 45 (2 volte)

### NBA

#### Regular season
| Anno      | Squadra       | PG | PT | MP  | TC%  | 3P%  | TL%  | RP  | AP  | PRP | SP  | PP  |
| --------- | ------------- | -- | -- | --- | ---- | ---- | ---- | --- | --- | --- | --- | --- |
| 2020-2021 | Chicago Bulls | 11 | 0  | 4,5 | 52,4 | 14,3 | -    | 0,5 | 0,6 | 0,4 | 0,0 | 2,1 |
| 2021-2022 | Chicago Bulls | 11 | 0  | 7,7 | 47,8 | 22,2 | 55,6 | 0,8 | 1,4 | 0,1 | 0,0 | 2,6 |
| 2022-2023 | Wash. Wizards | 6  | 0  | 8,8 | 10,0 | 25,0 | -    | 1,7 | 1,3 | 0,8 | 0,0 | 0,5 |
| Carriera  | Carriera      | 28 | 0  | 6,7 | 42,6 | 20,0 | 55,6 | 0,9 | 1,1 | 0,4 | 0,0 | 2,0 |

#### Massimi in carriera
- Massimo di punti: 11 vs Milwaukee Bucks (16 maggio 2021)[2]
- Massimo di rimbalzi: 4 (2 volte)
- Massimo di assist: 4 (2 volte)
- Massimo di palle rubate: 1 (10 volte)
- Massimo di stoppate: -
- Massimo di minuti giocati: 21 vs Milwaukee Bucks (16 maggio 2021)

## Palmarès
- McDonald's All-American Game (2018)